# Martin des Essars
Martin des Essars, né à une date inconnue et mort le 29 novembre 1335, est un conseiller des rois de France dans la première moitié du XIVe siècle.

## Biographie
Ce bourgeois normand, devenu maire de Rouen en 1310, est un des conseillers de Philippe IV le Bel au cours des dernières années de son règne. En 1314, il fait partie des exécuteurs testamentaires de ce roi.
Sous Louis X le Hutin, des Essars conserve une solide position à la Cour en occupant les fonctions de maître d'hôtel du roi.
Il poursuit son ascension sous Philippe V, dont il est semble-t-il un familier, en étant nommé maître à la Chambre des comptes. Dès 1316, il entre également au Conseil étroit organisé par le roi.
Au cours du règne de Charles IV, il est avec Jean Billouart, créature de Charles de Valois, l'un des deux maîtres bourgeois de la Chambre.
C'est sous Philippe VI de Valois que Martin des Essars acquiert le plus d'influence. En 1329, accompagné par Guillaume de Sainte-Maure, il est chargé d'une mission diplomatique auprès du roi d'Aragon.
De 1331 à 1335, il est l'un des hommes-clé du gouvernement royal, alors dominé par l'équipe du chancelier Sainte-Maure. Avec le trésorier Pierre Forget, il a la haute main sur la Chambre des Comptes.
Martin des Essars meurt à la fin de 1335, quelques mois après Sainte-Maure, alors que les Bourguignons de Miles de Noyers prennent le contrôle du gouvernement.
Son fils Pierre des Essars joue un grand rôle dans la politique royale des premières années de la guerre de Cent Ans.

## Source
- Raymond Cazelles, La Société politique et la crise de la royauté sous Philippe de Valois, Paris, coll. « Bibliothèque elzévirienne », 1958.